# Mario Ančić
Mario Ančić, né le 30 mars 1984 à Split, est un joueur de tennis croate, professionnel de 2001 à 2011.
Il a comme surnoms Super Mario et Baby Goran. Le 20 février 2011, il annonce son retrait du circuit dû à de nombreux problèmes de santé.

## Style de jeu
Mario Ančić est un joueur complet capable de tirer son épingle du jeu sur toutes les surfaces. Il est l'un des rares de son époque à pratiquer un tennis offensif, n'hésitant pas à monter au filet dès que l’occasion se présente. Il est adroit à la volée et doté d’une redoutable première balle. Ses qualités en ont fait un excellent compétiteur sur courts rapides, en particulier sur gazon.

## Famille
Il est le second fils de Stipe, qui est gérant d'une chaîne de supermarché et de Nilda, une conseillère financière. Il a un frère plus âgé prénommé Ivica, avec qui il voyage et travaille et une petite sœur : Sanja Ančić, qui faisait partie du top 10 junior mondial en 2005.

## Carrière

### 1999 - 2001: Des débuts précoces
Mario Ančić fait ses premiers pas en Futures alors qu'il n'a pas 15 ans et remporte deux matchs. Ses débuts prometteurs et sa réputation dans les tournois de jeunes lui valent une sélection extrêmement précoce en Coupe Davis. Il est aligné dans le second simple sans enjeu face à l'expérimenté João Cunha e Silva (défaite en deux sets) et assiste impuissant à la relégation de l’équipe de Croatie en troisième division. Parallèlement, le Croate se fait les dents sur le circuit junior sur lequel il exprime déjà d'excellentes prédispositions. Ses plus beaux faits de gloire sont une finale à Wimbledon perdue en trois sets contre Nicolas Mahut et une demi-finale à l'US Open (défaite contre Andy Roddick) en 2000. La même année, il est sacré sur le Futures de Zagreb où il défait en finale Ivo Karlović. Il prend part également au tournoi de double aux Jeux olympiques de Sydney avec Goran Ivanišević sans franchir un tour.

### 2002: Une victoire sur Federer
Le jeune Mario poursuit ses gammes sur les circuits Futures puis Challenger sur lequel il remporte les tournois de Belgrade début 2002. Il obtient une invitation pour les qualifications du tournoi ATP de Miami et donne du fil à retordre à Adrian Voinea contre qui il ne cède qu'au bout d'un troisième set accroché. Le Croate prend part à son premier tournoi du Grand Chelem à Roland-Garros mais bloque dès son entrée en lice dans le tableau des qualifications.
C'est lors du suivant, sur l’herbe de Wimbledon, que son talent éclate au grand jour. Invité dans le tableau final, il crée la sensation en éliminant le numéro 9 mondial Roger Federer dès le premier tour, devenant ainsi le premier adolescent depuis Björn Borg en 1973 à remporter son tout premier match sur le court central londonien. Il doit cependant rendre les armes au match suivant contre Daniel Vacek. Ce coup d'éclat, à la suite duquel on l'affuble du surnom de Super Mario, se greffe à quelques autres performances de choix comme une victoire sur le 4e mondial Ievgueni Kafelnikov à Indianapolis ou une belle résistance à l'US Open contre Dominik Hrbatý à qui il prend deux sets. Il ajoute deux succès dans les Challenger de Prague et de Milan ce qui lui ouvre les portes du top 100.

### 2003: Une confirmation qui tarde à venir
2003 démarre en fanfare pour le Croate avec un huitième de finale à l'Open d'Australie et un nouveau Challenger dans la musette (victoire à Hambourg contre un Espagnol de 16 ans, Rafael Nadal). Préféré à Goran Ivanišević en fin de carrière pour affronter les États-Unis en Coupe Davis, il s'incline contre James Blake mais sa déception est compensée par la victoire de son pays (4-1). La suite est pourtant moins reluisante pour Mario qui accumule les défaites au premier tour sur le circuit ATP, en plus de celles en quart de finale de Coupe Davis contre l'Espagne (revers contre Àlex Corretja et Juan Carlos Ferrero).
Il doit patienter jusqu'à mai et la terre battue de Sankt Pölten pour se refaire une santé avec un quart de finale. De quoi aborder Roland-Garros avec confiance, ce que ne démentira pas Andre Agassi : le jeune Croate lui donne en effet des sueurs froides au second tour, menant deux manches à rien et 2-0. L'expérience et l'abnégation du champion américain ont pourtant raison de la fougue de Mario qui doit finalement s'incliner au terme de 3 h 45 de haute lutte (5-7, 1-6, 6-2, 6-2, 7-5).
Alors très attendu pour la saison sur gazon, Super Mario traverse un passage à vide qui lui vaut une défaite à Wimbledon dès son entrée en lice face Rafael Nadal, puis six mois de disette interrompue par une seule lueur à Stockholm où il atteint les quarts de finale. Seuls les tournois de double lui donnent l'occasion de briller. Il s'adjuge en effet le titre à Indianapolis (en compagnie de Andy Ram) et parvient associé à Ivan Ljubičić en quart de finale de l'US Open où il est bloqué par la redoutable paire Bob Bryan/Mike Bryan 7-6 au dernier set.

### 2004: Wimbledon, au bord de l'exploit
Mario débute 2004 avec un parcours mi-figue mi-raisin à l'Open d'Australie où il se faufile non sans mal au troisième tour (deux victoires en cinq manches contre Raemon Sluiter et Àlex Corretja) avant d'être battu par Mark Philippoussis. Il enchaîne avec une défaite en Coupe Davis opposé à Arnaud Clément puis perd le double décisif (associé à Ivo Karlović) face à Arnaud Clement/Nicolas Escudé. Il relève immédiatement la tête en se glissant en finale du tournoi de Milan où il est défait sur le fil par un Antony Dupuis très en forme. Peu de satisfactions jusqu'à la saison sur herbe : Roland-Garros ne lui permet pas de franchir un palier dans un Grand Chelem. En effet, après une belle performance face à Mariano Zabaleta, il est sorti sechemment par le meilleur joueur de terre battue du moment et futur finaliste de l'épreuve, Guillermo Coria. Il ne prend pas sa revanche à Bois-le-Duc, sur une surface qui lui convient pourtant mieux, l'Argentin lui barrant la route en demi-finale.
Rien ne pouvait donc présager sa magistrale performance à Wimbledon. Il souffre pourtant contre Julien Benneteau au second tour, poussé dans un match indécis en cinq sets (4-6, 7-6, 6-2, 5-7, 6-4). Arrivant sans encombre au stade des quarts de finale, il est dans la peau de l'outsider au moment d'affronter le chouchou local Tim Henman, toujours en quête d'un premier sacre à Londres. Sous la pression de l'événement, l'Anglais ne produit pas son meilleur tennis, au contraire du Croate qui se voit pousser des ailes. Le cadet des deux l'emporte en trois sets sans jamais avoir été inquiété (7-6, 6-4, 6-2). Il n'a rien à perdre non plus face au numéro 2 mondial Andy Roddick, un adversaire qu'il avait failli battre deux semaines plus tôt au tournoi du Queen's. Le Croate joue crânement sa chance et sort avec les honneurs après quatre sets serrés (6-4, 4-6, 7-5, 7-5). Mario fait alors enfin son entrée dans le top 50.
Mario prend part à ses seconds Jeux Olympiques à Athènes mais cède dès son entrée en lice dans le tableau de simple contre Tommy Haas. Il se montre par contre nettement plus à son avantage en double avec Ivan Ljubičić : les deux compères éliminent la paire Fabrice Santoro/Michaël Llodra pour parvenir en demi-finale (4-6, 6-3, 9-7). Ils se font surprendre au match suivant par Nicolás Massú/Fernando González au terme d'un match serré (7-5, 4-6, 6-4) et doivent donc disputer la médaille de bronze. Opposés aux expérimentés Leander Paes et Mahesh Bhupathi, ils partent dans une joute interminable qui connait finalement une issue heureuse. Le score parle de lui-même : 7-6, 4-6, 16-14 ! Le bronze olympique n'est pas suivi d'une folle embellie et ce n'est pas la demi-finale à Delray Beach qui console Mario d'une fin de saison très décevante.

### 2005: le premier trophée et laCoupe Davis
Toujours pas d'amélioration sur le Rebound Ace de l'Open d'Australie qui le voit finir sa route au troisième tour opposé au tenant du titre Marat Safin. Mario respire quelque peu à Marseille, se faufilant en demi-finale (défaite contre Ivan Ljubičić) et retrouve définitivement le sourire à Rotterdam où il parvient au même stade (battu par le numéro 1 mondial Roger Federer). Il passe à l'échelon supérieur à Scottsdale, certes face à des adversaires de moindre calibre, Wayne Arthurs le privant de son premier titre ATP. Engagé en Coupe Davis contre les États-Unis, il est vaincu par Andy Roddick. Son compatriote Ivan Ljubicic crée la surprise dans le second simple en se jouant facilement d'Andre Agassi. La sensation intervient en double où Mario et Ivan font un véritable exploit en se défaisant de la meilleure paire du monde du moment Bob Bryan/Mike Bryan en quatre sets. Ivan apporte ensuite contre Andy Roddick le point d'une victoire à priori inespérée pour son pays (3-2). Le duo qu'il forme en double avec Ivan sera la clé des voûtes de l'épopée croate dans cette compétition. C'est pourtant sans lui que Mario empoche un second trophée en double à Munich (en compagnie de Julian Knowle).
La tournée américaine et la saison sur terre battue se soldent par un échec pour Mario. Il cède encore au troisième tour de Roland-Garros, cette fois contre David Nalbandian, en trois sets. Le gazon lui offre cependant son premier titre sur le circuit, à Bois-le-Duc, au terme d'une victoire en deux sets contre le Français Michaël Llodra (7-5, 6-4).
Ančić arrive donc à Wimbledon requinqué, mais il doit néanmoins céder dès les huitièmes de finale face à un Feliciano López pourtant loin d'être favori sur cette surface. Malgré un revers en simple en Coupe Davis contre Andrei Pavel, il se reprend en double, participant donc à la qualification de la Croatie en demi-finale (4-1). Opposé à la Russie, le schéma se reproduit à l'identique : Mario perd son simple face à Nikolay Davydenko mais prend sa revanche en double au terme d'un match en cinq sets. Cette victoire (4-1) ouvre la voie de la finale. Mario patiente jusqu'à octobre pour de nouveau faire parler de lui en atteignant la finale de Tokyo qui le voit encore tomber face à un joueur peu attendu, Wesley Moodie. L'apothéose de sa saison intervient à Bratislava où son pays triomphe de l'équipe slovaque en Coupe Davis. Il prend pourtant, une fois de plus, un mauvais départ (défaite contre Dominik Hrbatý) avant de réagir en double. Dans la peau du favori opposé à Michal Mertiňák, qui remplace Karol Beck blessé au genou, au moment de jouer le match le plus important de sa carrière, Mario résiste à la pression et ne laisse aucun espoir au Slovaque de s'imposer. Il offre du même coup le premier Saladier d'argent à la Croatie.

### 2006: Une saison pleine
La saison australienne est encourageante pour Mario qui dispute sa première finale de l'année à Auckland après s'être joué d'Andy Murray, de Fernando González et de Stanislas Wawrinka. Il est toutefois largement dominé par Jarkko Nieminen. L'Open d'Australie est pourtant décevant : encore une élimination au troisième tour (défaite contre David Ferrer en trois sets). Mario se reprend dans la foulée en Coupe Davis contre Jürgen Melzer sur la terre ocre de Graz : il vient à bout de l'Autrichien au terme d'un match marathon de 4h31, remontant un déficit de deux sets (6-7, 6-7, 6-4, 6-4, 6-3). Le double est loin d'être une formalité non plus comme en témoigne l'ampleur du score (3-6, 3-6, 6-4, 6-4, 8-6). Le Croate enchaîne avec le tournoi de Marseille où il élimine le finaliste de Melbourne, Márcos Baghdatís, le numéro 5 mondial, Ivan Ljubicic, puis Sébastien Grosjean avant de tomber en finale contre Arnaud Clément. Il poursuit sa période faste avec une bonne tournée américaine marquée par un huitième de finale à Indian Wells et un quart à Miami. Des soucis au dos l'empêchent de prendre part à la rencontre de Coupe Davis contre l'Argentine (il est remplacé par le jeune Marin Čilić dans le premier simple puis par Sasa Tuksar dans le second) et assiste impuissant à la défaite de son équipe (3-2).
Super Mario surprend par ses performances sur terre battue en se hissant en quart de finale de Rome puis en demi-finale de Monte-Carlo, effaçant au passage des adversaires du top 10 tels que Nikolay Davydenko et James Blake. Il confirme ses bonnes sensations à Roland-Garros par un joli parcours, s'offrant notamment le scalp de l'un des favoris pour le titre, Tommy Robredo. Le numéro 1 mondial Roger Federer coupe court à tout espoir d'une qualification dans le dernier carré. Le Croate retrouve sa surface favorite, le gazon, à l'occasion du tournoi de Bois-le-duc et ajoute une seconde ligne à son palmarès. Il a cependant du batailler pour y parvenir, particulièrement contre l'étonnant Pakistanais Aisam-Ul-Haq Qureshi au premier tour (7-6, 6-7, 7-5 et 2h43 de jeu). Super Mario se faufile ensuite en quart de finale dans le tableau de Wimbledon, malgré un match compliqué face à la star montante Novak Djokovic en huitième (6-4, 4-6, 4-6, 7-5, 6-3). Il retrouve sur sa route le triple-vainqueur du tournoi et tenant du titre Roger Federer pour une revanche de la rencontre à Roland-Garros, mais également du match de 2002 qui constitue la dernière défaite du Suisse en ces lieux. Le numéro 1 mondial ne tremble pas et boucle l'affaire en à peine plus d'une heure et demie (6-4, 6-4, 6-4). Mario termine l'année avec une autre finale à Pékin, un titre en double dans le même tournoi et à Mumbai (avec Mahesh Bhupathi) et une victoire à Saint-Pétersbourg sans laisser un set à ses adversaires. Il se fait en conséquence une place parmi les 10 meilleurs du monde.

### 2007 - 2008: Une période à oublier
Le Croate reste sur les mêmes bases et prend part pour la seconde fois aux huitièmes de finale de l'Open d'Australie. Après un peu plus de 3 heures de jeu, Mario doit rendre les armes devant Andy Roddick (6-3, 3-6, 6-1, 5-7, 6-4). Il ne peut rien contre Tommy Haas en Coupe Davis et voit son équipe éliminée dès le premier tour. Engagé au tournoi de Marseille, il est contraint d'abandonner contre Andreas Seppi dès le début de match, victime de malaises. Il apprend alors un peu plus tard qu'il est atteint d'une mononucléose, maladie qui le tient éloigné des terrains durant plusieurs mois. Il manque du même coup les rendez-vous de Roland-Garros et de Wimbledon.
Le Croate fait un retour progressif au mois d'août mais ne retrouve pas son meilleur tennis. Une blessure à l'épaule le contraint à déclarer forfait à l'US Open pour la troisième fois consécutive dans un tournoi du Grand Chelem. Il reprend la compétition à Madrid où il parvient en quart de finale, après avoir vaincu James Blake et Paul-Henri Mathieu. Il ne peut néanmoins pas franchir l'obstacle Novak Djokovic.
Mario joue de malchance : ce sont des maux d'estomac qui le privent de la tournée australienne début 2008, en particulier de l'Open d'Australie. Il est sur pied pour le tournoi de Marseille et se montre immédiatement compétitif. Le Croate élimine d'entrée le finaliste de l'Open d'Australie Jo-Wilfried Tsonga puis Robin Söderling et enfin Márcos Baghdatís mais échoue en finale opposé à Andy Murray.
Il apprend alors qu'il fait une rechute de mononucléose qui l'empêche de participer aux Jeux olympiques d'été de Pékin et à l'US Open.

### 2010: Le retour
Mario Ančić fait son retour à Indian Wells où il gagne son premier match depuis un an face à Bobby Reynolds puis un match marathon face à Julien Benneteau 4-6, 7-6, 6-3. Au tour suivant, il affronte Rafael Nadal contre lequel il s'incline dans un match à sens unique 2-6, 2-6. La semaine suivante, il perd au premier tour à Miami face à Jérémy Chardy : 4-6, 4-6.

### 2011: Fin de carrière
N'ayant plus rejoué depuis et souffrant toujours de récurrents problèmes de dos, il annonce le 20 février 2011 l'arrêt de sa carrière à 26 ans.

## Palmarès

### Titres en simple (3)
| No | Date       | Nom et lieu du tournoi                 | Catégorie   | Dotation  | Surface         | Finaliste        | Score         |          |
| -- | ---------- | -------------------------------------- | ----------- | --------- | --------------- | ---------------- | ------------- | -------- |
| 1  | 13-06-2005 | Ordina Open, Bois-le-Duc               | Int' Series | 355 000 $ | Gazon (ext.)    | Michaël Llodra   | 7-5, 6-4      | Parcours |
| 2  | 19-06-2006 | Ordina Open, Bois-le-Duc               | Int' Series | 355 000 $ | Gazon (ext.)    | Jan Hernych      | 6-0, 5-7, 7-5 | Parcours |
| 3  | 23-10-2006 | St. Petersburg Open, Saint-Pétersbourg | Int' Series | 975 000 $ | Moquette (int.) | Thomas Johansson | 7-5, 7-62     | Parcours |

### Finales en simple (8)
| No | Date       | Nom et lieu du tournoi                    | Catégorie   | Dotation  | Surface         | Vainqueur        | Score            |          |
| -- | ---------- | ----------------------------------------- | ----------- | --------- | --------------- | ---------------- | ---------------- | -------- |
| 1  | 09-02-2004 | Indesit ATP Milan Indoor, Milan           | Int' Series | 355 000 $ | Moquette (int.) | Antony Dupuis    | 6-4, 612-7, 7-65 | Parcours |
| 2  | 21-02-2005 | Tennis Channel Open, Scottsdale           | Int' Series | 355 000 $ | Dur (ext.)      | Wayne Arthurs    | 7-5, 6-3         | Parcours |
| 3  | 03-10-2005 | AIG Japan Open Championships, Tokyo       | Series Gold | 665 000 $ | Dur (ext.)      | Wesley Moodie    | 1-6, 7-67, 6-4   | Parcours |
| 4  | 09/01/2006 | Heineken Open, Auckland                   | Int' Series | 405 000 $ | Dur (ext.)      | Jarkko Nieminen  | 6-2, 6-2         | Parcours |
| 5  | 13-02-2006 | Open 13, Marseille                        | Int' Series | 575 000 $ | Dur (int.)      | Arnaud Clément   | 6-4, 6-2         | Parcours |
| 6  | 11-09-2006 | China Open, Pékin                         | Int' Series | 475 000 $ | Dur (ext.)      | Márcos Baghdatís | 6-4, 6-0         | Parcours |
| 7  | 11/02/2008 | Tournoi de tennis de Marseille, Marseille | Int' Series | 513 000 € | Dur (int.)      | Andy Murray      | 6-3, 6-4         | Parcours |
| 8  | 02-02-2009 | PBZ Zagreb Indoors, Zagreb                | ATP 250     | 398 250 € | Dur (int.)      | Marin Čilić      | 6-3, 6-4         | Parcours |

### Titres en double (5)
| No | Date       | Nom et lieu du tournoi                 | Catégorie   | Dotation  | Surface      | Partenaire      | Finalistes                     | Score             |          |
| -- | ---------- | -------------------------------------- | ----------- | --------- | ------------ | --------------- | ------------------------------ | ----------------- | -------- |
| 1  | 21-07-2003 | RCA Championships Indianapolis         | Int' Series | 575 000 $ | Dur (ext.)   | Andy Ram        | Diego Ayala Robby Ginepri      | 2-6, 7-63, 7-5    | Parcours |
| 2  | 25-04-2005 | BMW Open by Crédit suisse Munich       | Int' Series | 355 000 $ | Terre (ext.) | Julian Knowle   | Florian Mayer Alexander Waske  | 6-3, 1-6, 6-3     | Parcours |
| 3  | 11-09-2006 | China Open Pékin                       | Int' Series | 475 000 $ | Dur (ext.)   | Mahesh Bhupathi | Michael Berrer Kenneth Carlsen | 6-4, 6-3          | Parcours |
| 4  | 25-09-2006 | Kingfisher Airlines Tennis Open Bombay | Int' Series | 355 000 $ | Dur (ext.)   | Mahesh Bhupathi | Rohan Bopanna Mustafa Ghouse   | 6-4, 66-7, [10-8] | Parcours |
| 5  | 16-06-2008 | Ordina Open Bois-le-Duc                | Int' Series | 349 000 € | Gazon (ext.) | Jürgen Melzer   | Mahesh Bhupathi Leander Paes   | 7-65, 6-3         | Parcours |

### Jeux olympiques
- 2004, Athènes : Mario Ančić remporte la médaille de bronze en doubles messieurs aux côtés d'Ivan Ljubičić.

### Coupe Davis
En 2005, associé à Ivan Ljubičić, il offre à son pays la première Coupe Davis de son histoire, en dominant la Slovaquie en finale à Bratislava (3-2).

### Coupe du monde de tennis par équipe
- 2006 : le 27 mai, associé à Ivan Ljubičić et Ivo Karlović, il a remporté la Coupe du monde par équipes en battant l'Allemagne 2-0 à Düsseldorf sur terre battue.

## Parcours dans les tournois duGrand Chelem

### En simple
| Année | Open d'Australie | Open d'Australie | Internationaux de France | Internationaux de France | Wimbledon       | Wimbledon  | US Open         | US Open     |
| ----- | ---------------- | ---------------- | ------------------------ | ------------------------ | --------------- | ---------- | --------------- | ----------- |
| 2002  | —                | —                | —                        | —                        | 2e tour (1/32)  | J. Vacek   | 1er tour (1/64) | D. Hrbatý   |
| 2003  | 1/8 de finale    | J. C. Ferrero    | 2e tour (1/32)           | A. Agassi                | 1er tour (1/64) | R. Nadal   | 1er tour (1/64) | J. Novák    |
| 2004  | 3e tour (1/16)   | M. Philippoussis | 3e tour (1/16)           | G. Coria                 | 1/2 finale      | A. Roddick | 1er tour (1/64) | O. Rochus   |
| 2005  | 3e tour (1/16)   | M. Safin         | 3e tour (1/16)           | D. Nalbandian            | 1/8 de finale   | F. López   | 2e tour (1/32)  | N. Djokovic |
| 2006  | 3e tour (1/16)   | D. Ferrer        | 1/4 de finale            | R. Federer               | 1/4 de finale   | R. Federer | —               | —           |
| 2007  | 1/8 de finale    | A. Roddick       | —                        | —                        | —               | —          | —               | —           |
| 2008  | —                | —                | 3e tour (1/16)           | R. Federer               | 1/4 de finale   | R. Federer | —               | —           |
| 2009  | 3e tour (1/16)   | G. Simon         | —                        | —                        | —               | —          | —               | —           |

N.B. : à droite du résultat se trouve le nom de l'ultime adversaire.

### En double
| Année | Open d'Australie            | Open d'Australie      | Internationaux de France  | Internationaux de France | Wimbledon                 | Wimbledon                 | US Open                     | US Open             |
| ----- | --------------------------- | --------------------- | ------------------------- | ------------------------ | ------------------------- | ------------------------- | --------------------------- | ------------------- |
| 2003  | —                           | —                     | —                         | —                        | 1er tour (1/32) J. Knowle | J. Björkman T. Woodbridge | 1/4 de finale I. Ljubičić   | B. Bryan M. Bryan   |
| 2004  | 2e tour (1/16) F. López     | F. Čermák L. Friedl   | 1/8 de finale I. Ljubičić | M. Bhupathi M. Mirnyi    | —                         | —                         | 1er tour (1/32) I. Ljubičić | L. Paes D. Rikl     |
| 2005  | 1er tour (1/32) I. Ljubičić | K. Braasch J. Coetzee | —                         | —                        | —                         | —                         | 2e tour (1/16) I. Ljubičić  | M. Bhupathi M. Damm |

N.B. : le nom du ou de la partenaire se trouve sous le résultat ; le nom des ultimes adversaires se trouve à droite.

## Parcours dans lesMasters 1000
| Année | Indian Wells              | Miami                       | Monte-Carlo         | Rome                        | Hambourg puis Madrid   | Canada                    | Cincinnati              | Madrid puis Shanghai      | Paris                      |
| ----- | ------------------------- | --------------------------- | ------------------- | --------------------------- | ---------------------- | ------------------------- | ----------------------- | ------------------------- | -------------------------- |
| 2002  | —                         | 1er tour A. Voinea          | —                   | —                           | —                      | —                         | —                       | —                         | —                          |
| 2003  | 1er tour N. Kiefer        | 1er tour F. Squillari       | —                   | —                           | —                      | 1er tour J. Novák         | —                       | —                         | —                          |
| 2004  | 1er tour S. Sargsian      | —                           | —                   | 1er tour F. Saretta         | —                      | —                         | —                       | 1er tour M. Fish          | 1er tour J.-W. Tsonga      |
| 2005  | 2e tour T. Berdych        | 1/8 de finale R. Federer    | 2e tour F. González | 1er tour R. Štěpánek        | 1/8 de finale G. Coria | 1/8 de finale G. Rusedski | 1/8 de finale L. Hewitt | 2e tour O. Rochus         | 2e tour D. Toursounov      |
| 2006  | 1/8 de finale I. Ljubičić | 1/4 de finale D. Nalbandian | —                   | 1/4 de finale D. Nalbandian | 1/2 finale T. Robredo  | —                         | —                       | 2e tour R. Ginepri        | 1/4 de finale N. Davydenko |
| 2007  | —                         | —                           | —                   | —                           | —                      | 2e tour P.-H. Mathieu     | 2e tour J. Melzer       | 1/4 de finale N. Djokovic | 2e tour T. Berdych         |
| 2008  | 3e tour J. C. Ferrero     | 1/8 de finale N. Davydenko  | 2e tour R. Nadal    | 2e tour N. Davydenko        | —                      | 1er tour F. Dancevic      | —                       | —                         | 2e tour J. M. del Potro    |
| 2009  | 2e tour I. Ljubičić       | —                           | —                   | —                           | —                      | —                         | —                       | —                         | —                          |
| 2010  | 3e tour R. Nadal          | 1er tour J. Chardy          | —                   | —                           | —                      | —                         | —                       | —                         | —                          |

N.B. : sous le résultat se trouve le nom de l’ultime adversaire.